# Carpelimus armatus
Carpelimus armatus är en skalbaggsart som först beskrevs av Thomas Casey 1889.  Carpelimus armatus ingår i släktet Carpelimus och familjen kortvingar. Inga underarter finns listade i Catalogue of Life.